# قانون انتخابات مجلس شورای ملی
قانون انتخابات مجلس شورای ملی ابتدا در مجلس دوم شورای ملی در سال ۱۲۹۰ و سپس در ۱۳۰۴ مجددا تصویب شد و برای انتخابات ادوار سوم تا بیست‌ و چهارم مجلس شورای ملی مورد استفاده قرار گرفت.
طبق این قانون حق رأی عمومی شد و به همهٔ مردان تبعهٔ ایران بالای ۲۰ سال، فارغ از وضعیت املاک، مالیات، درآمد یا تحصیلات منتها به شرط توطن یا سکونت در حوزهٔ انتخابیه حداقل از شش ماه قبل اعطا شد. قانون در سال ۱۳۰۴ مجدداً با تغییراتی عمدتا در خصوص نحوه تشکیل انجمن نظارت و کیفیت توزیع تعرفه و اخذ رأی و نیز شرایط افتتاح مجلس تصویب شد. این قانون تا انقلاب اسلامی ایران نافذ بود ولی پس از تصویب قانون دیگری به همین نام توسط شورای انقلاب در بهمن ۱۳۵۸ ملغی شد. تقریباً دو ماه پس از آغاز دورهٔ اول مجلس شورا پس از انقلاب (۷ خرداد ۱۳۵۹)، نام مجلس شورای ملی در ۳۱ تیر ۱۳۵۹ به مجلس شورای اسلامی تغییر کرد. در همان دوره در سال ۱۳۶۲، قانون انتخابات مجلس شورای اسلامی تصویب شد و قانون انتخابات مجلس شورای ملی رسماً و اسماً از رده خارج شد.
از مهم‌ترین تغییرات قانون، اعطای حق رأی به زنان در ۱۳۴۳ پس از انقلاب سفید و تغییرات مرزهای حوزه‌های انتخابیه در ۱۳۳۹ و ۱۳۵۰ بود. در سال‌های ۱۳۳۹، ۱۳۴۶، و ۱۳۵۰ تعداد نمایندگان مجلس نیز از ۱۳۶ به ترتیب به ۲۰۰، ۲۱۹، و ۲۶۸ افزایش یافت.